# Эгика
Эгика (в ЭСБЕ — Эгиса или Эгиза; умер в 702, Толедо) — король вестготов в 687—702 годах.

## Биография

### Происхождение
Племянник по материнской линии короля Вамбы, свергнутого Эрвигом с престола.

### Приход к власти
Чтобы привлечь Эгику на свою сторону, Эрвиг выдал за него свою дочь Киксило. Уже заранее Эгика был назначен наследником престола, причём с него была взята клятва оберегать и направлять семью Эрвига. Эрвиг умер 15 ноября 687 года, и перед смертью он официально назначил Эгику своим преемником, взяв с него в дополнение к прежней клятве клятву оберегать своих подданных и относиться ко всем справедливо. Смысл этой клятвы не совсем понятен; может быть Эрвиг подразумевал продолжение своей политики сплочения знати вокруг короля. Мосарабская хроника отмечает, что Эгика получил высшую власть для защиты королевства готов. Связано ли это с внутренними волнениями, о которых свидетельствуют те репрессии, к которым прибег Эрвиг в конце своего царствования, или с внешними осложнениями, сказать трудно. Хроника Альфонсо III говорит о нападении на Испанию большого мусульманского флота в правление короля Вамбы. Нападение было отбито, но ясной стала новая опасность. Арабы к этому времени вытеснили византийцев из Северной Африки и подчинили её власти халифа. Их нападение на Европу становилось вопросом времени.
Через девять дней после смерти Эрвига Эгика был 24 ноября 687 года помазан на царство в Толедо митрополитом Юлианом Толедским. Обычно помазание происходило в ближайшее воскресенье, которое в этом году приходилось на 17 ноября. Задержка могла быть связана с переговорами, которые Эгика вёл с некоторыми чинами двора и церкви, в том числе с Юлианом. Если это так, то вполне возможно, что был достигнут какой-то компромисс между сторонниками покойного короля, включая Юлиана, и партией, придерживающейся политики короля Вамбы.

### Пятнадцатый Толедский и Третий Сарагосский соборы. Преследование памяти покойного короля

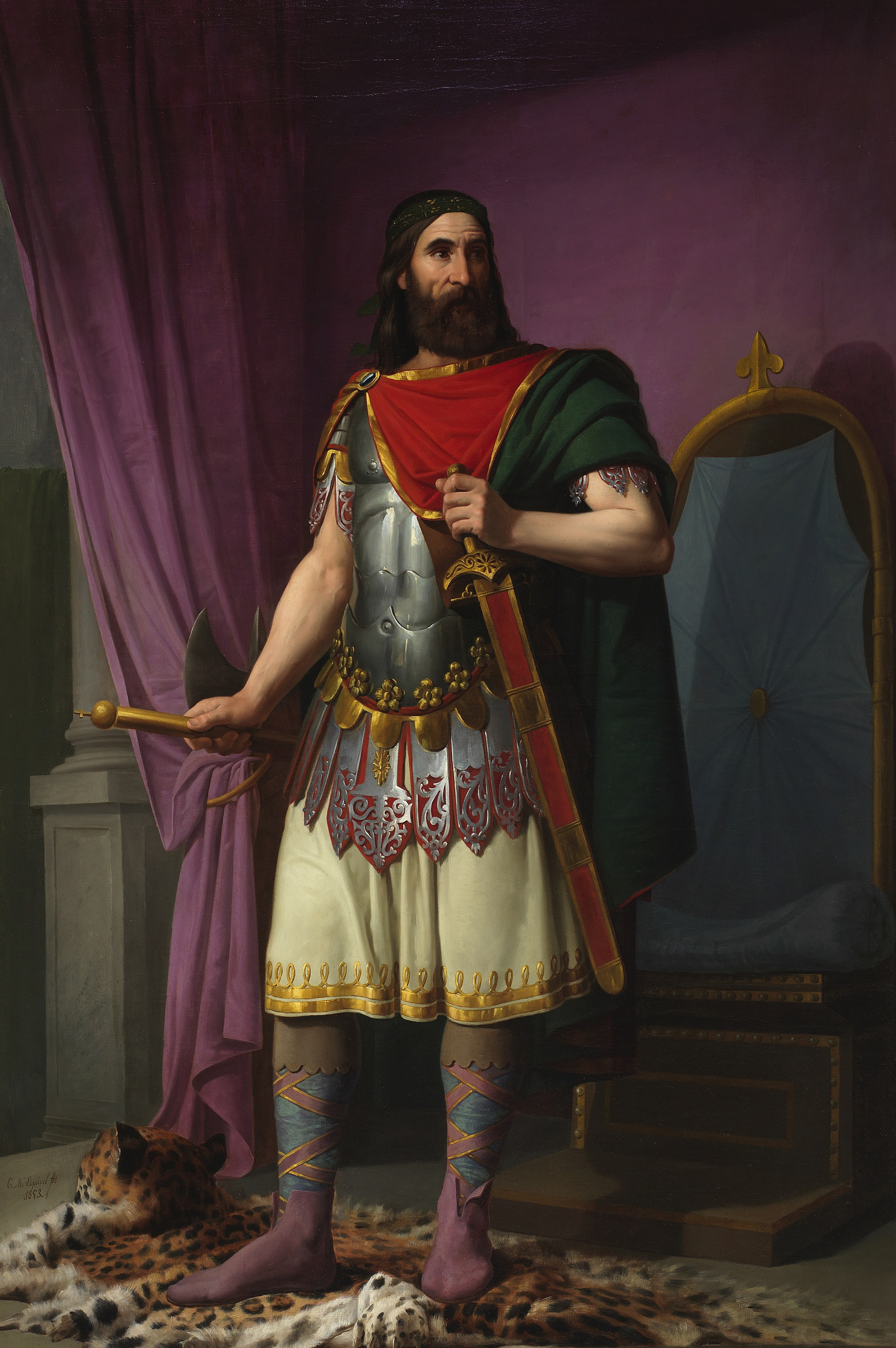
Эгика — король вестготов. Картина художника Карлос Мария Эскивель (1830—1867). Написана в 1853 году. Здание Конгресса депутатов Испании

Если Эрвиг надеялся установить с Эгикой, выступавшим в качестве представителя рода Вамбы, длительный мир, то он ошибался. Вскоре после вступления Эгики на трон 11 мая 688 года был созван Пятнадцатый Толедский собор. На соборе присутствовало 60 епископов из Испании и Септимании. Председательствовал собором Юлиан Толедский. Уже в своём послании собору Эгика противопоставил себя своему предшественнику. Воздав покойному королю все словесные почести, Эгика начал говорить о его незаконных репрессиях и произволе, а затем поставил перед собравшимися прелатами вопрос: какую из двух клятв, какие он дал Эрвигу, ему следует выполнять, ибо, по его словам, они противоречат друг другу. По-видимому, какая-то, может быть, весьма значительная часть имущества, конфискованного Эрвигом в ходе его репрессий, перешла непосредственно к королю и его семье, так что интересы детей и вдовы Эрвига противоречили «справедливости», как её понимал Эгика и его сторонники. И собор, как и предвидел Эгика, решил освободить его от клятвы защищать интересы вдовы и детей Эрвига ради осуществления справедливости ко всему народу. Но Эгика этим не ограничился. Он добился принятия собором специального постановления, согласно которому никто не мог насильно заставить вдовствующую королеву выйти замуж или совершить прелюбодеяние. Хотя внешне это выглядело как защита королевы и её чести, на деле это должно было лишить кого-либо надежды достичь трона путём брака или связи с вдовой бывшего короля.
Через три года, в 691 году был созван Третий провинциальный собор в Сарагосе. Хотя этот собор собрался и не в столице, но созван он был по прямому приказу короля и имел общегосударственное значение. Этот собор постановил, чтобы вдова короля уходила в монастырь сразу же после смерти супруга. Какие либо претензии вдовствующей королевы Лиубиготоны на политическую роль и попытки клана Эрвига вернуть себе в том или ином виде власть, таким образом, были заранее пресечены.
Ненависть Эгики к Эрвигу проявляется также в многочисленных отрицательных замечаниях по поводу бывшего короля, память которого Эгика пытался унизить в своих законах.

### Мятеж в Толедо

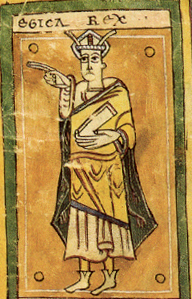
Изображение Эгики. Миниатюра из Вигиланского кодекса, 976 год. Библиотека Эскориала

Для Эгики, как и для всех вестготских королей, начиная, по крайней мере, с Хиндасвинта, важнейшим вопросом становятся отношения со знатью. Последняя укрепилась в процессе феодализации государства и могла противопоставить себя центральной власти. Эгика, с одной стороны, делал шаги ей навстречу, а с другой — стремился сурово подавить всяческие попытки заговоров и мятежей. На III Сарагосском соборе по настоянию короля было принято постановление, по которому возвращалась свобода тем церковным вольноотпущенникам, которые были освобождены без специальной грамоты и на этом основании новыми епископами снова обращались в рабство. Постановление явно было направлено против произвола епископов и на ограничение их личного обогащения. И это не могло не вызвать недовольства значительной части церковных верхов. К ним вполне могли присоединиться и сторонники покойного Эрвига, теперь вытесненные с первого плана.
В какое-то время до весны 693 года в Толедо возник заговор, направленный против короля. В нём приняли активное участие высшие чины королевского двора, в том числе близкие семье Эрвига. Чрезвычайно опасным для Эгики стало то, что в этом заговоре принял участие, а может быть, и возглавил его толедский митрополит Сисиберт, к тому времени сменивший умершего Юлиана Толедского. Некий Сунифред провозгласил себя королём с помощью толедского митрополита Сисиберта. Должно быть, некоторое время он владел столицей, так как чеканил там свою монету. В результате вполне могла повториться история со свержением Вамбы. Впоследствии заговорщики были обвинены в стремлении не только лишить Эгику трона, но и убить его. Но в какой степени это обвинение было справедливо, сказать, разумеется, невозможно. Однако заговор был раскрыт. Участие в нём примаса всей испанской церкви являлось очень грозным знаком. Эгика принял решительные меры. Король сместил чрезвычайно скомпрометировавшего себя митрополита Сисиберта Толедского, не потрудившись вынести его дело на рассмотрение церковного суда, как того требовало церковное право. На его место был поставлен Феликс Севильский. Занять вакантную кафедру Севильи был призван Фаустин Брагский, на место которого был назначен Феликс Опортский. Так как отношения епископа с вверенной ему церковью понимались как церковный, в принципе нерасторжимый брак, эти перестановки представляли собой неслыханное нарушение всех церковных установлений. Такое неприкрытое вмешательство в церковные дела, особенно смещение толедского митрополита, могло вызвать новое напряжение в отношениях короля и церкви, что могло грозить непредвиденными последствиями. Чтобы избежать такого поворота событий, Эгика решил собрать новый собор и легализовать, уже с церковной точки зрения, все эти перемещения.

### Шестнадцатый Толедский собор

Золотой триенс Эгики. Монетный двор Нарбонны. Вес — 1.42 г Диаметр — 21 мм. Надпись на аверсе: IºDºNºMº EGICA RX (Во имя Господа [сделал] Эгика король). Надпись на реверсе: NARBONA PIVS (Нарбонна. Благочестивый)

Шестнадцатый Толедский собор был созван в мае 693 года и присутствующие на нём иерархи представляли все провинции королевства. В деятельности этого собора, как и предыдущего, активно участвовали высшие чины двора. Однако в их персональном составе по сравнению с XV собором, состоявшимся всего пять лет назад, произошли важные изменения. Из 16 придворных особ, подписавших акты этого собора, только четверо присутствовали на Пятнадцатом Толедском соборе, да ещё двое — на более раннем, а десять человек появились в качестве высших чинов государства впервые. Это несомненно говорит о «чистке», произведённой Эгикой в высшем эшелоне власти, возможно, в связи с раскрытием заговора Сисиберта.
Собор оправдал ожидания короля, узаконив смещение Сисиберта, обвинив его не только в намерении свергнуть короля, но и лишить его жизни. Но ни Эгика, ни собор этим решением не ограничились. В королевском послании собору и в решениях самого собора утверждалось, что король принимает свой трон от Бога, так что выступление против него оказывалось не только государственным преступлением, но и греховным вызовом самому Богу. Было решено, что любой человек, злоумышляющий против короля или поднявший в пределах Испании мятеж, независимо от его достоинства и статуса, будет лишён своего имущества и он сам, а также все его потомки никогда не смогут занять никакой придворной должности. Специально было оговорено, что действительны все законы, которые издавали Хиндасвинт и Вамба. Решение явно было направлено против знати и церковных верхов, против влияния которых в своё время боролись эти короли. Говоря о своих Божественной памяти предшественниках, Эгика называет тех же Хиндасвинта и Вамбу, умалчивая и о Реккесвинте, и, что было особенно важно в данном контексте, Эрвиге. Зато Эрвиг, более любимый церковной и светской знатью, подвергся новым нападкам. Эгика предложил пересмотреть ряд законов Эрвига и дополнить кодекс новыми законодательными актами. По настоянию короля собор принял постановление, направленное на защиту имущества местных сельских церквей от посягательств епископов. Эгика явно хотел опереться на низший клир для ограничения могущества высших иерархов.

### Семнадцатый Толедский собор. Борьба с евреями
Возможно, с целью ещё более укрепить своё положение и положение своей семьи всего лишь через полтора года после Шестнадцатого Толедского собора Эгика созвал Семнадцатый Толедский собор. На нём было принято специальное постановление о защите королевского потомства: указывалось, что если королева Киксило останется вдовой и будет иметь счастливое потомство, то никто не сможет принуждать её сыновей и дочерей стать монахами и они смогут свободно распоряжаться отцовским имуществом.
Пытаясь добиться активной поддержки церкви, Эгика выпустил ряд законов против иудеев. Уже на Шестнадцатом Толедском соборе был принят закон, запрещавший иудеям посещать рынки и вести торговлю с христианами. Также евреи, не желавшие принять крещение, обязывались впредь платить особый «еврейский налог». Причём за уплату этого специального налога они несли коллективную ответственность. Тем самым евреи были лишены источников дохода, по-видимому, позволявших им до сих пор облегчать своё положение с помощью подкупа. Однако своей кульминации антииудейское законодательство достигло на Семнадцатом Толедском соборе 694 года. Тогда было выяснено, что испанские иудеи вступили в сношения со своими зарубежными единоверцами, чтобы устроить заговор против государства вестготов. Они якобы подталкивали сирийских и египетских арабов к нападению на Испанию. Чрезвычайно резкая реакция вестготов показывает, что они полностью осознавали тяжесть нависшей угрозы. Меры, предложенные королём, были столь суровы, что собравшиеся прелаты даже предпочли их несколько смягчить. Если Эгика предлагал всех «заговорщиков» безжалостно казнить, то собор постановил всех евреев лишить состояния и свободы и изгнать из Испании. Король получил право продавать иудеев по своему усмотрению. Их дети разлучались с родителями по достижении семилетнего возраста и передавались на воспитание в христианские семьи. Похоже, эти меры были действительно приведены в исполнение, так как с тех пор иудейский вопрос больше не поднимался. Только арабское завоевание освободило евреев от бесправного положения.

### Королева Киксило
На Семнадцатом Толедском соборе Киксило называлась «славной госпожой». Однако есть сведения, что Эгика развёлся с ней, причём инициатором развода называют всё ещё живого (хотя и живущего в монастыре) короля Вамбу: «Когда он (Эгика) вступил на престол, его дядя по материнской линии Вамба велел прогнать Киксило, потому как её отец Эрвиг обманом лишил Вамбу власти. Эгика послушался и под неким предлогом развелся с женой».. Очень может быть, что вскоре после Семнадцатого Толедского собора, когда фактически была ликвидирована всякая оппозиция, Эгика решил нанести новый удар по клану покойного Эрвига. Был ли к этому времени Вамба действительно жив, сказать трудно, но, видимо, инициатива этого акта исходила от его сторонников и родственников. Развод с дочерью Эрвига должен был закрепить разгром этого соперничающего клана.

### Конфликты с Византией и франками
Между 698 и 701 годами на восточном побережье Испании, вероятно, у Аликанте, высадился византийский флот. Нападение было отбито. Скорее всего, эти события связаны с посылкой в западное Средиземноморье византийского флота, которому в 698 году удалось на короткое время отвоевать у арабов Карфаген. Интересно, что отражением этой византийской угрозы руководил некий магнат Теодемир, под властью которого находилась обширная область на юго-востоке Пиренейского полуострова. Он владел не только имениями, но и городами и, располагая собственной армией, действовал совершенно самостоятельно, не дожидаясь ни приказа, ни поддержки короля. Этот факт наглядно показывает, какой властью обладали некоторые магнаты, вполне способные противопоставить себя королю.
Эгика сражался также в Септимании, где он разгромил местных мятежников, опиравшихся на помощь франков. Глухое упоминание об этом содержится в «Хронике Альфонсо III»: «Он подчинил множество мятежников в королевстве. Трижды он сражался с франками (вероятно, речь шла об аквитанцах, отделившихся от Франкского государства), но так и не одержал победы.»

### Борьба со знатью. Бедствия, обрушившиеся на Испанию
Мятежи стали поводом для антиаристократических действий Эгики. Хотя его предшественник в 683 году был вынужден издать закон о неприкосновенности знатных людей без суда и следствия, Эгика не стал с ним считаться. Он выносил многочисленные постановления о штрафах, конфискациях и высылках. У иных он беззаконно вымогал долговые обязательства. Наряду со стремлением предохранить свою власть от возможных попыток узурпаций, этими мерами Эгика преследовал и другую цель — пополнить казну. Экономическое положение Вестготского королевства ухудшилось. Это ясно видно из ухудшения монеты, в которой к золоту всё больше прибавлялось серебро. Несколько лет подряд отмечались плохие урожаи, что в условиях и так очень низкой урожайности вело к голоду, повышению смертности и как следствие к возросшей нужде в рабочей силе, особенно в крупных светских и церковных имениях. В 693 — 694 годах Испания обезлюдела в результате жестокой эпидемии бубонной чумы. Потери населения в Южной Галлии были настолько высоки, что там не применялось антииудейское законодательство. Иудеи были предоставлены в распоряжение герцога Септимании, который мог пользоваться их услугами. Всё это послужило толчком к стремлению знати ещё больше усилить зависимость от себя отпущенников и не допустить бегства рабов. Идя навстречу этим стремлениям и желая таким образом умилостивить обиженную им аристократию, Эгика ввёл закон, согласно которому вольноотпущенник и его потомки отныне оставались в полном подчинении не только своего бывшего хозяина, но и его потомков в течение трёх поколений под страхом лишения свободы. Одновременно был издан суровый закон о наказании сбежавших рабов, и сама суровость закона говорит о слабости королевской власти.
Эгика пытался также избавится от потомков бывших королей, могущих претендовать на престол. Так «Хроника Альфонсо III» рассказывает о преследовании им некого Теодофреда, отца последующего короля Родериха. Этот «Теодофред был сыном короля Хиндасвинта, лишившимся отца в юном возрасте. Когда Теодофред достиг зрелости, король Эгика побоялся, что тот может быть избран на его место. Думая, что Теодофред может договориться с готами и прогнать его с отцовского трона, Эгика приказал ослепить соперника. После изгнания из королевского города, Теодофред стал жить в Кордове. Здесь он взял из знатной семьи жену именем Рикило, а она родила сына Родериха.»

Золотой триенс совместного правления Эгики и Витицы. Монетный двор Эмериты (совр. Мерида). Вес — 1.48 г Диаметр — 21 мм. Надпись на аверсе: INDINMN EGICA PX (Во имя Господа [сделал] Эгика король). Надпись на реверсе: INDEHME VVITTIZA RX (Во имя Господа [сделал] Витица король)

### Соправительство Эгики и Витицы
Чтобы обеспечить королевскую власть за своим родом, Эгика назначил соправителем своего сына Витицу. Традиционно считается, что это произошло в 698 году. Однако недавно обнаруженные хартии содержат информацию, говорящую о том, что он являлся соправителем отца уже 693 и 694 годах. Витица, став соправителем отца, не остался в Толедо. Ему в качестве области для управления было выделено бывшее королевство свевов с резиденцией в Туе. По словам Хроники Альфонсо, отец имел королевство готов, а сын — свевов. Свевское королевство уже давно не существовало, и речь, конечно, шла не о его восстановлении, а о передаче управления его бывшей территории соправителю и наследнику вестготского трона.
Сам Эгика был уже в довольно преклонном возрасте и вскоре, видимо, вернул сына ко двору. 15 ноября 701 года он был помазан на царство, а в конце 702 года Эгика умер естественной смертью в Толедо.
Эгика правил десять лет перед коронацией сына и ещё пять с сыном-соправителем.